# دیتر اپلر
دیتر اپلر (انگلیسی: Dieter Eppler؛ ‏ ۱۱ فوریهٔ ۱۹۲۷ – ۱۲ آوریل ۲۰۰۸) بازیگر اهل آلمان بود.
از فیلم‌هایی که وی در آن نقش داشته‌است، می‌توان به زمستان آخر، نبرد برای رم، مخمصه، زندگی گاهی سخته، درسته پراویدنس؟ و لاکی مرموز اشاره کرد.